# 카밀라 호드리게스
카밀라 호드리게스(Camila Rodrigues, 1983년 8월 23일 ~ )는 브라질의 배우, 모델이다.

## 출연 작품
- 십계: 구원의 길 (2015)